# Championnats de République tchèque de tennis de table
Les Championnats de  République tchèque de tennis de table comprennent une compétition individuelle organisée tous les ans par l'association tchèque de tennis de table depuis 1993 pour les joueurs de tennis de table tchèques, dont les vainqueurs remportent le titre de champion de Tchéquie, ainsi qu'une compétition par équipes appelée Extraliga, qui est la plus haute compétition interclubs de République Tchèque.

## Championnats individuels

### Histoire
La compétition a lieu chaque année depuis 1993.
Petr Korbel a remporté le plus grand nombre de titres en simple (6), tandis que  Hana Matelová   est la meilleure joueuse avec 8 titres en simple.

### Palmarès
| Année          | Simple messieurs   | Simple dames        | Double messieurs             | Double dames                         | Double mixte                       |
| -------------- | ------------------ | ------------------- | ---------------------------- | ------------------------------------ | ---------------------------------- |
| 2010           | Dimitrij Prokopcov | Renata Štrbikova    |                              |                                      |                                    |
| 2011           | Dimitrij Prokopcov | Iveta Vacenovska    |                              |                                      |                                    |
| 2012           | Marek Kostal       | Iveta Vacenovska    |                              |                                      |                                    |
| 2013           | Dimitrij Prokopcov | Hana Matelova       |                              |                                      |                                    |
| 2014           | Tomas Konecny      | Iveta Vacenovska    |                              |                                      |                                    |
| 2015           | Pavel Širucek      | Hana Matelova       | Petr David Tomas Konecni     | Katerina Penkavova Lenka Harabaszova | Ljubomir Jancarik Iveta Vacenovska |
| 2016 Jablonec  | Tomas Konecny      | Dana Cechova        | Tomas Tregler Pavel Širucek  | Aneta Kucerova Karin Adamkova        | Tomas Polansky Zdenka Blaskova     |
| 2017           | Antonin Gavlas     | Hana Matelova       |                              |                                      |                                    |
| 2018           | Pavel Širucek      | Hana Matelova       |                              |                                      |                                    |
| 2019           | Pavel Širucek      | Hana Matelova       | Polansky Tomas Pavel Širucek | Matelova Hana Tomanovska Katerina    | Koblizek Martin Štrbikova Renata   |
| 2020           | Tomas Polansky     | Hana Matelova       | Polansky Tomas Pavel Širucek | Blaskova Zdena Širuckova Aneta       | Reitspies David Čechova Dana       |
| 2021 Havířov   | Jiri Vráblík       | Hana Matelova       | Michal Obešlo Radek Skála    | Tamara Tomanová Marketa Ševčíková    | Petr David Kristýna Štefcová       |
| 2022           | David Reitšpies    | Katerina Tomanovská |                              |                                      |                                    |
| 2023 Havířov   | Pavel Širucek      |                     |                              |                                      |                                    |
| 2024 Prague    | Lubomir Jančařík   | Hana Matelova       | Štepan Brhel Martin Šíp      | Klara Hrabicová Jana Vašendová       | Jan Valenta Zdena Blašková         |
| 2025 Prostějov | David Reitšpies    | Zdena Blašková      | Radim Morávek Ondrej Květon  | Klara Hrabicová Jana Vašendová       | Martin Šíp Veronika Poláková       |

## Championnats par équipes - Extraliga

### Palmarès
| Année | Compétition masculine | Compétition féminine |
| ----- | --------------------- | -------------------- |
| 2014  | HB Ostrov z.s.        |                      |
| 2015  | HB Ostrov z.s.        |                      |
| 2016  | HB Ostrov z.s.        |                      |
| 2017  | TTC Ostrava 2016      |                      |
| 2018  | TTC Ostrava 2016      |                      |
| 2019  | SF SKK El Nino Praha  |                      |
| 2020  | SF SKK El Nino Praha  |                      |
| 2021  | HB Ostrov z.s.        |                      |
| 2022  | HB Ostrov z.s.        |                      |
| 2023  | HB Ostrov z.s.        |                      |
| 2024  | HB Ostrov z.s.        |                      |